# Ferdo Livadić
Ferdo Wiesner Livadić (Celje, 30. svibnja 1799. – Samobor, 8. siječnja 1879.) bio je prvi moderni hrvatski skladatelj, začetnik narodnog stila u hrvatskoj glazbi, te jedan od vođa ilirskoga pokreta, odnosno hrvatskog narodnog preporoda.

## Životopis
Rodio se 30. svibnja 1799. godine u Celju (danas Republika Slovenija) kao Ferdinand Wiesner. Otac mu je bio sudski pristav. Godine 1809. Ferdo je od tetke naslijedio imanje u Samoboru te se obitelj preselila na samoborsko imanje. U Samoboru je Livadić završio osnovnu školu, a u Zagrebu je pohađao Klasičnu gimnaziju koju je završio 1814. godine (pod imenom Franjo Viesner). Prvo glazbeno obrazovanje stekao je u samoborskoj školi, gdje mu je učitelj bio Josip Herović, osnivač samoborske puhačke glazbe (1807.). U Zagrebu je nastavio obrazovanje učeći pjevanje i violinu.
Godine 1815. otac ga šalje u Graz (Austrija) na studij prava. U isto je vrijeme Livadić je studirao i glazbu kod skladatelja Anselma Hüttenbrennera, prijatelja Beethovena i Schuberta. Uskoro je Livadić postao poznat u Grazu kao violinist, pijanist i skladatelj, pa ga je Štajersko glazbeno društvo proglasilo počasnim članom. Nakon što je diplomirao pravo 1822. godine, želio je otići u Beč i steći doktorat, te nastaviti svoje glazbeno obrazovanje. Ali, s navršene 24 godine, otac mu je, u skladu s tetkinom oporukom, predao imanje. Livadić se morao vratiti u Samobor i skrbiti za imanje. U Grazu se i oženio 24. veljače 1823. godine s Katarinom Presinger. Punih 56 godina proveo je Livadić u svome dvorcu i bio je domaćin svim istaknutim osobama i vođama Ilirskoga pokreta. Njegovi stalni gosti bili su, pored Gaja, Ljudevit Vukotinović (Livadić je uglazbio njegovu pjesmu Okićke vrane), Dragutin Rakovac, Petar Preradović, Stanko Vraz (koji se prilikom posjeta Samoboru zaljubio u lijepu Gajevu nećaku - Ljubicu Julijanu Cantilly i posvetio joj svoju knjigu pjesama Gjulabije), Vatroslav Lisinski (autor prve hrvatske opere Ljubav i zloba) i mnogi drugi. Livadića su posjećivali i mnogi strani umjetnici kao Willmers, Julius Epstein, Leopold Zellner, Grün, Stazić-Stöger, Zadrobilkov, Cecilija Frank, itd. Njegov gost bio je i slavni Franz Liszt za svoga posjeta Zagrebu 1846. godine.

### Stvaralaštvo
Livadić je proučavao i skupljao narodno glazbeno blago i koristio ga u svojim skladbama. On je u svome domu jedne zimske večeri 1833. godine skladao glazbu za prvu i najslavniju hrvatsku budnicu Još Hrvatska ni propala na tekst svoga prijatelja i vođe Ilirskoga pokreta Ljudevita Gaja. Kako je Gaj sam pripovijedao, početkom 1833. godine vozio se navečer saonicama Livadiću u Samobor. Očaran ljepotom zimskog krajolika i seljačkom glazbom koja je dopirala iz obližnjeg sela, počeo je slagati stihove. Stigavši u Livadićev dom, pohitao je uz stube, zatražio papira i zapisao pjesmu. Livadić je sjeo za svoj glasovir i prema Gajevu pjevuckanju skladao glazbu u narodnom ritmu. Ta je pjesma ubrzo postala svojevrsnom himnom Ilirskoga pokreta. Prvi puta javno je izvedena u zagrebačkom kazalištu 7. veljače 1835. godine u međučinu izvedbe predstave Josefa Schweigerta "Die Magdalenen-Grotte bei Ogulin" (na njemačkom). Za zbor i orkestar popijevku je priredio dirigent Juraj Wisner von Morgenstern. Otpjevana na hrvatskom, pjesma je doživjela burne ovacije, ponovljena je deset puta i redovno je izvođena u kasnijim reprizama predstave. Ferdo Livadić je priredio skladbu za glas i klavir za prvi javni nastup šesnaestogodišnje grofice Sidonije Erdödy u ožujku 1835. godine. Ona je kasnije pjevala u mnogim izvedbama djela ilirskih skladatelja.
Ferdo Livadić je skladao glazbu više od 40 godina. Ostavio je brojčano velik opus od preko 250 skladbi; skladao je uglavnom komorna, klavirska i vokalna djela; stvarao je brzo, često za neku određenu prigodu.
- oko 180 solo-pjesama (njem. Lieder): 125 hrvatskih popijevaka, 10-ak slovenskih, 45 njemačkih, 32 crkvene; odlikuje ih izražajna melodijska linija, često pod utjecajem njemačke glazbene tradicije, zatim jednostavna harmonijska pratnja klavira te naznake dramatičnosti.
- za klavir solo: 40 koračnica za glasovir, 20 plesova i oko dvadeset raznih drugih skladbi
- 30-ak sakralnih kompozicija (mise, crkvene popijevke i orguljske skladbe)
- komorne kompozicije: prema zapisu muzikologa i skladatelja Franje Ksavera Koch-Kuhača, Wiesner-Livadić u mladosti ih je komponirao mnogo, ali ih je još za školovanja u Grazu uništio, jer su ga stariji muzičari uvjerili u to da su mu kompozicije odviše moderne (unatoč neospornoj kvaliteti) i da ih glazbena kritika i publika ne će prihvatiti za njegova života.

Svojim je djelom otvorio put hrvatskoj nacionalnoj glazbi Vatroslava Lisinskog i Ivana Zajca. Livadić je također aktivno sudjelovao i u društvenom i političkom životu Samobora. U jednom je mandatu bio zamjenik (1838. – 1841.), a u dva je mandata bio samoborski gradonačelnik (1842. – 1845. i 1847. – 1850.). Tri je godine (1847. – 1850.) bio i ravnatelj samoborske škole. Umro je u svome domu 8. siječnja 1879. godine i pokopan je na samoborskom groblju. Na grobu i pred njegovom kućom (danas Samoborski muzej) nalazi se njegovo poprsje, rad kipara Ferde Ivanščaka. Godine 1902. postavljen je i reljef njemu u spomen na zgradi samoborskog magistrata, rad kipara Rudolfa Valdeca. Njegovim imenom danas se zove njegov dvorac, samoborsko tamburaško društvo i samoborska glazbena škola.

## Djela (izbor)

### Vokalne skladbe
- Messe in C (misa u C duru)
- Missae croaticae pastorales (Hrvatska pastoralna misa) za glas i orgulje
- Messe in Es-dur (misa u Es duru)
- Vier Lieder, ciklus popijevaka (Br. 9 - 12 u popisu svih Livadićevih popijevaka)
- Nähe des Geliebten, popijevka
- Jellačić Ban Zapfenstreich
- Alpenlied p.2, popijevka
- Einmal und nie wieder Op.18
- An das Klavier, popijevka
- Der Sänger, popijevka
- Der Bettelknabe, popijevka
- Kamena dieva, popijevka-romanca
- Okićke vrane, balada
- Mio ti je kraj, popijevka
- Ti si moja, popijevka
- Udaljenoj ljubi, popijevka
- Prelja, popijevka
- Der Entfernten, popijevka
- Kamena djeva, popijevka

### Skladbe za glasovir
Sačuvano je 76 cjelovitih Livadićevih kompozicija te niz fragmenata minijatura i stavaka. Za glasovir je skladao niz koračnica, plesova (polke, četvorke, valceri, kola), a najpoznatiji je Nokturno u fis-molu iz 1822. koji spada među najranije primjere nokturna u glasovirskoj literaturi; popularnost su stekle i dvije karakterne minijature: Charakteristische Tonbilder: 1. Der Scherz i 2. Der Eigensinn (obrada Svetislava Stančića iz 1932. pod naslovom Dva scherza)
- Notturno "Das Herz am Abend" (Srce uvečer) Op.3 (Livadić ga nije objavio, jer ga nije smatrao dovršenim. Pisan je u zanosu njegove ljubavi prema svojoj zaručnici u Grazu, no ta je veza propala, pa je ostatak Notturna, tako reći, naškraban bez inspiracije. Ostalo je nekoliko različitih rukopisa, od kojih je kasnije sastavljena današnja verzija.)
- Andantino, za glasovir četveroručno
- Ilirique Kolo
- Tonskizze Op.18 (tiskano kod Rosalie Eger u Laibachu)
- Charakteristische Tonbilder:
  - 1. Der Scherz
  - 2. Der Eigensinn

## Vanjske poveznice
- Glazbena škola "Ferdo Livadić"  Arhivirana inačica izvorne stranice od 7. rujna 2013. (Wayback Machine) (životopis i stvaralaštvo Ferde Wiesnera Livadića)